# Embalses en Nigeria

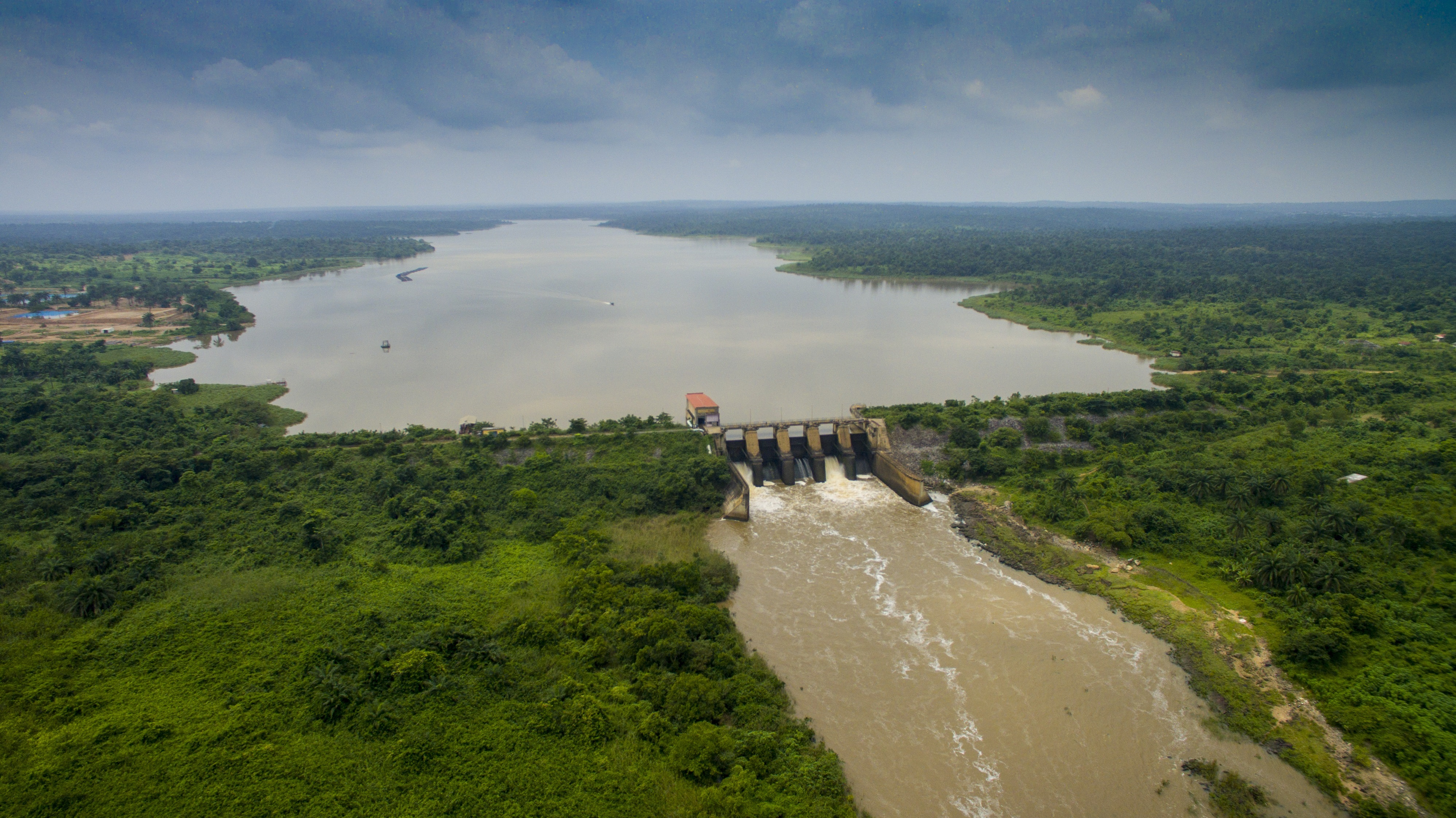
Embalse de Asejire

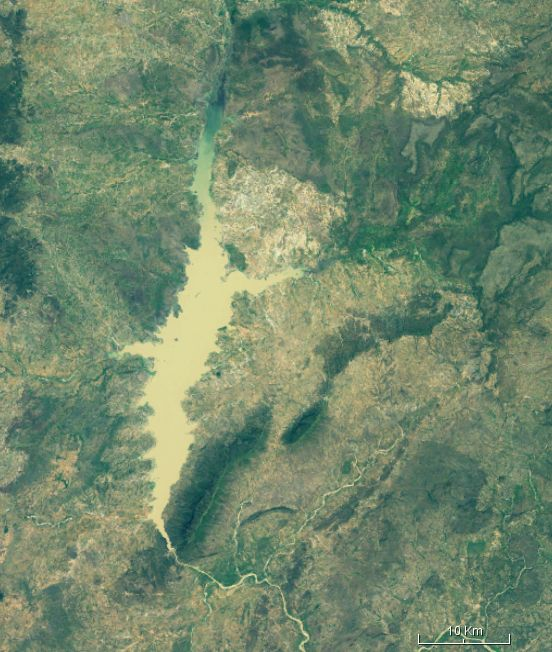
Embalse de Dadin Kowa, captado por satélite

Las presas y embalses en Nigeria se utilizan para riego, suministro de agua, generación de energía hidroeléctrica o una combinación de ambos. Son de especial importancia en la zona norte del país, donde las precipitaciones son escasas.

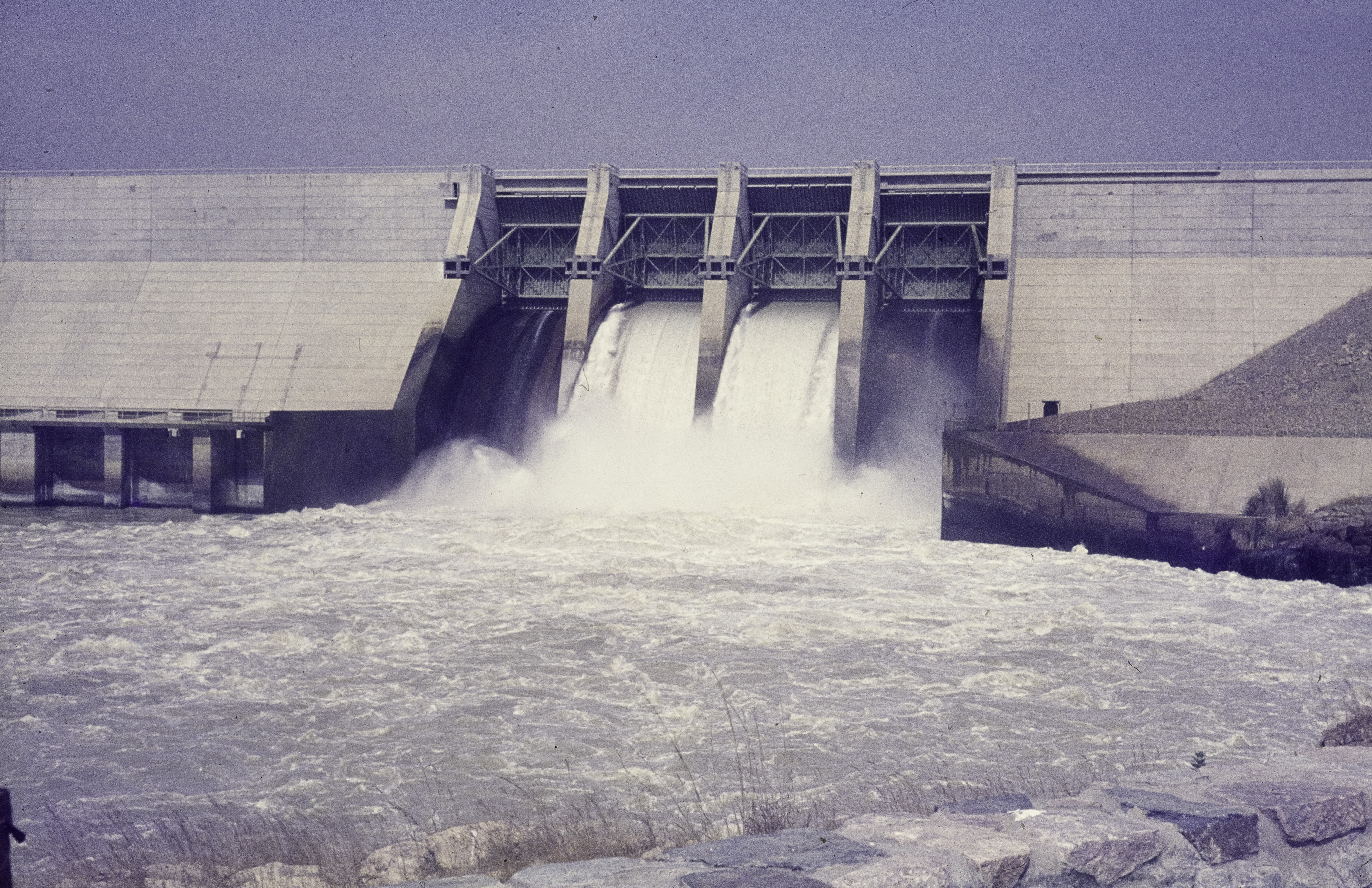
La presa de Kainji en el estado de Níger, que da lugar al lago de Kainji.

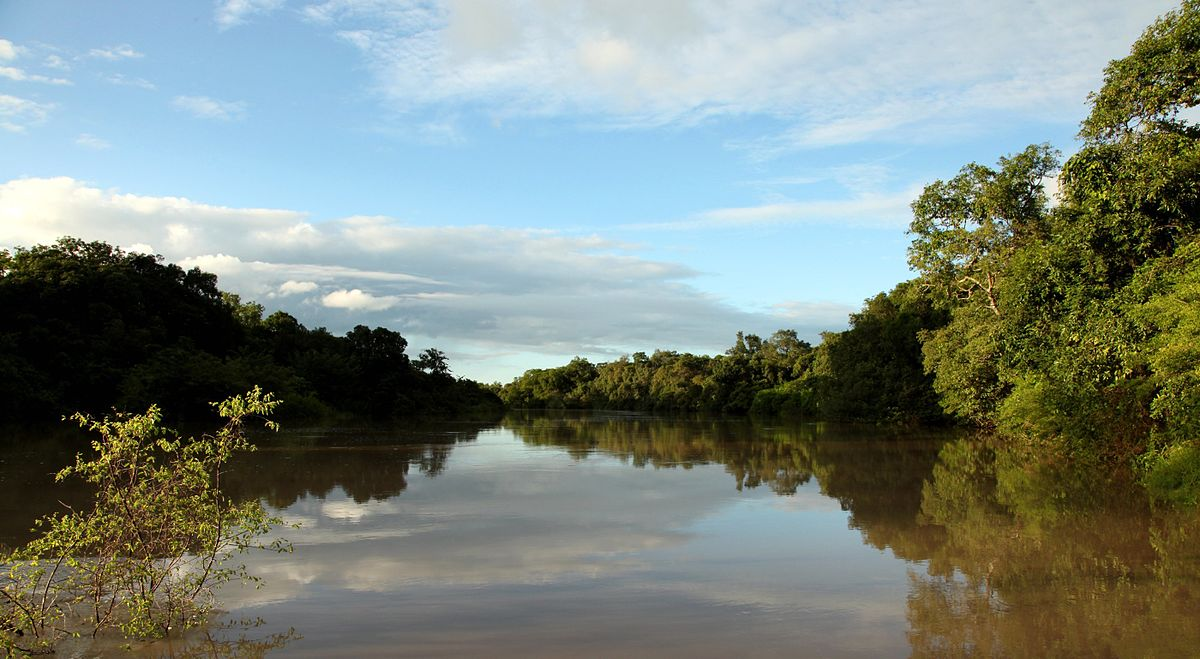
El Parque Nacional del Lago Kainji se encuentra en los estados de Níger y Kwara, en Nigeria.

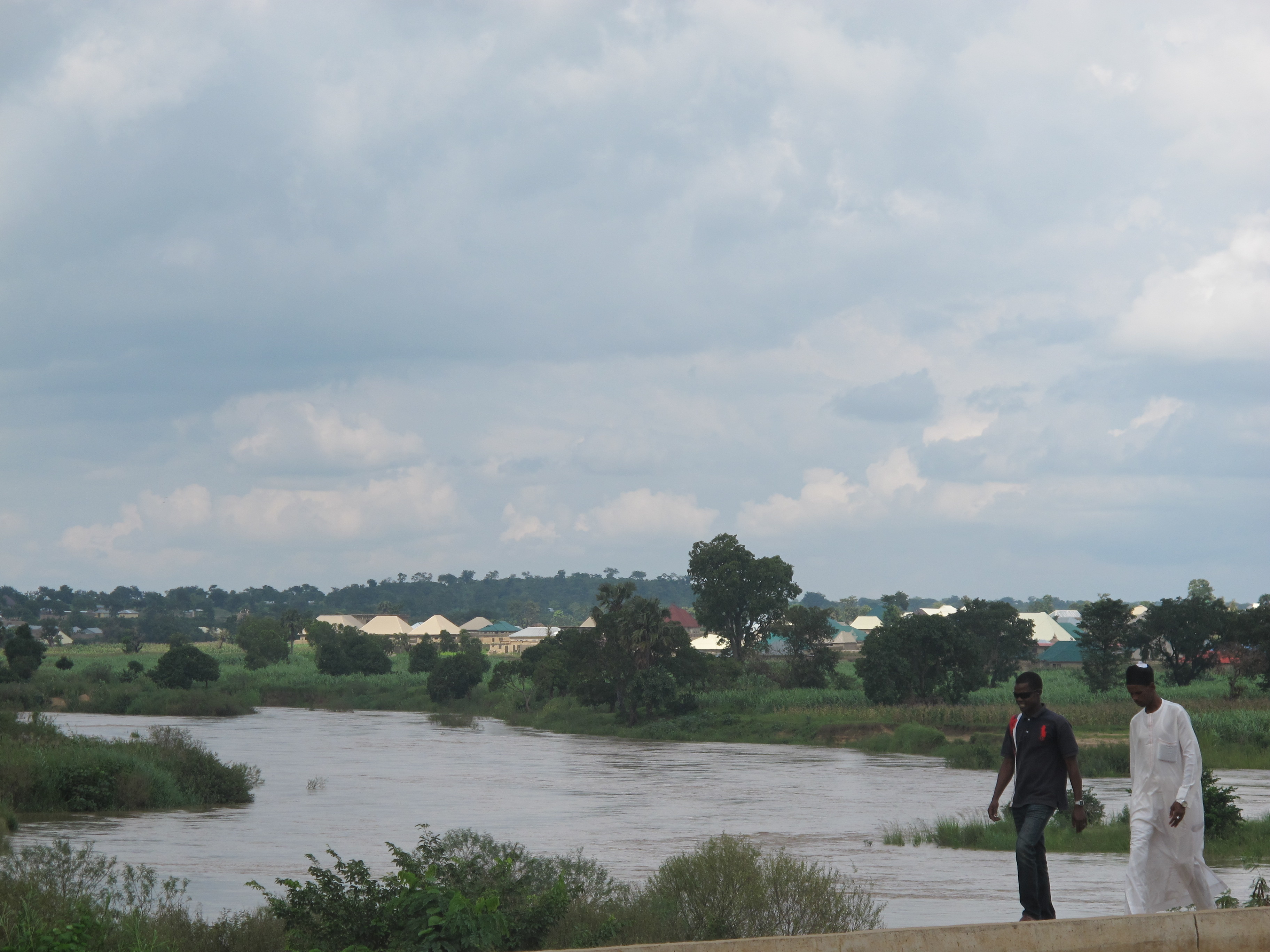
Vista del río Kaduna (desde el puente hacia Makarfi Millenium City) [Estado de Kaduna

El Proyecto de Presas de Níger, consiste en una serie de tres presas y embalses construidos en la segunda mitad del siglo XX en los estados de Kwara, Níger, y Kebbi, en el noroeste de Nigeria, en los ríos Níger y Kaduna. La primera de las presas se construyó en Kainji en el año 1969. Su embalse, el lago Kainji, sustenta proyectos de irrigación y pesca en los estados en los que se encuentra. En su orilla occidental, el Parque nacional de Kainji, incluidas las reservas de caza de Borgu y Zugurma, ha promovido la industria del turismo. La presa y central hidroeléctrica de Jebba,  a 103 km de la presa de Kainji, se completó en 1984, y la presa de la garganta de Shiroro, en el río Kaduna, al oeste de Bida, en el estado de Níger, comenzó a funcionar en 1990.
En 2021 había 323 presas grandes, medianas y pequeñas en funcionamiento en Nigeria. Tienen una capacidad total de almacenamiento de más de 30×109 m3. El 85 % de las represas más grandes están ubicadas en la zona sudanosaheliana del país.

## Uso
El 69 % tiene como uso principal el suministro de agua doméstica e industrial, mientras que el 33% tiene como principal uso el riego; el 29% se destina a la pesca, el 16% a la recreación y el 4% también a la generación de energía hidroeléctrica (HEP). Las tres presas hidroeléctricas más grandes en funcionamiento controlan el flujo de los ríos Níger y Kaduna. Los embalses de Kainji, Jebba y Shiroro tienen una capacidad activa total de 18,6 mil millones de m3 (18,6 km3) y una capacidad energética total de 1920 MW. Las presas en Nigeria se pueden clasificar en varias categorías por su estructura, antigüedad, propósito, etc. Las más comunes son las presas pequeñas, seguidas de las presas medianas y muy pocas presas grandes. Esto se puede atribuir al coste, demanda y disponibilidad de tierra. El orden de ubicación de las presas en Nigeria según el distrito es noroeste, noreste, centro norte, suroeste, sureste y sur. Algunas de estas presas han fallado (operacional, funcional y estructuralmente) en los últimos años debido a la falta de mantenimiento adecuado. Se concluyó que la construcción de represas en Nigeria se basa en muchos factores, como la disponibilidad de tierra, el propósito, la necesidad de agua, los factores ecológicos y la política gubernamental .

## Mambilla
El Proyecto hidroeléctrico Mambilla es un proyecto en desarrollo que consiste en la construcción de cuatro presas en el río Donga, afluente del Benue, cerca de la frontera con Camerún, en el estado de Taraba, con el fin de producir 3050 MW de electricidad. La primera presa, construida en 1982, se encuentra a 1300 m de altitud, en la meseta de Mambilla. Desde aquí, el agua debe descender por cuatro túneles hidráulicos que tendrían 33 km, interceptados por cuatro pequeñas presas, Nya, Sum Sum, Nghu y Api Weir. Tras una caída de 1000 m, el agua llegaría a una gran central hidroeléctrica. A día de hoy, el proyecto, financiado por el China Eximbak, continúa siendo controvertido, aunque se prevé terminarlo en 2030.

## Principales embalses y presas
La siguiente tabla muestra algunas de las grandes represas del país.
| Estado            | Embalse o presa          | Río          | Capacidad en millones de m3 | Superficie en km2 | Uso principal                           |
| ----------------- | ------------------------ | ------------ | --------------------------- | ----------------- | --------------------------------------- |
| Estado de Osun    | Embalse de Ede-Erinle    | Río Erinle   |                             | ----              | Agua corriente                          |
| Estado de Oyo     | Embalse de Asejire       | Río Oshun    |                             | 23,69             | Agua corriente                          |
| Estado de Sokoto  | Embalse de Bakolori      | Río Sokoto   | 450                         | 80                | Regadío                                 |
| Estado de Kano    | Embalse de Challawa      | Río Challawa | 930                         | 101               | Agua corriente                          |
| Estado de Gombe   | Embalse de Dadin Kowa    | Río Gongola  | 2800                        | 290               | Agua corriente                          |
| Estado de Sokoto  | Embalse de Goronyo       | Río Rima     | 942                         | 200               | Regadío                                 |
| Estado de Oyo     | Embalse de Ikere         | Río Ogun     | 690                         | 47                | Hidroeléctrica y agua corriente         |
| Estado de Níger   | Embalse de Jebba         | Río Níger    | 3600                        | 350               | Hidroeléctrica                          |
| Estado de Katsina | Embalse de Jibiya        | Río Gada     | 142                         | 40                | Agua corriente, regadío                 |
| Estado de Bauchi  | Embalse de Kafin Zaki    | Río Jama'are | 2700                        | 220               | Regadío                                 |
| Estado de Níger   | Presa de Kainji          | Río Níger    | 15.000                      | 1300              | Hidroeléctrica                          |
| Estado de Adamawa | Embalse de Kiri          | Río Gongola  | 615                         | 115               | Regadío, hidroeléctrica                 |
| Estado de Ogun    | Embalse del río Oyan     | Río Oyan     | 270                         | 40                | Agua corriente, regadío, hidroeléctrica |
| Estado de Níger   | Embalse de Shiroro       | Río Kaduna   |                             | 312               | Hidroeléctrica                          |
| Estado de Kano    | Embalse de Tiga          | Río Kano     | 1874                        | 178               | Regadío, agua corriente                 |
| Estado de Kebbi   | Proyecto de Zauro polder |              |                             |                   | Regadío                                 |
| Estado de Katsina | Embalse de Zobe          | Río Karaduwa | 177                         | 50                | Agua corriente                          |

Las represas ofrecen muchos beneficios, que incluyen proporcionar fuentes de energía renovables y prevenir inundaciones en zonas bajas, pero también pueden afectar negativamente a los ecosistemas al alterar los hábitats naturales de las especies acuáticas.